# Jean Feyder
Jean Feyder (* 24. November 1947) ist ein luxemburgischer Diplomat. Er ist Vertreter seines Landes bei der UNO und deren Organisationen in Genf.

## Leben
Feyder promovierte 1973 in Luxemburg zum Doktor der Rechte und wurde dort zum Gericht zugelassen. Im gleichen Jahr trat er in die Dienste des luxemburgischen Außenministeriums ein. In den Jahren 1977 bis 1987 war er zuerst stellvertretender Repräsentant Luxemburgs bei der Europäischen Union in Brüssel. Später wurde er der bevollmächtigte Vertreter des Landes in Brüssel. In dieser Zeit bekleidete er auch zeitweilig den Posten des Vorsitzenden des Politischen Komitees der Europäischen Union.
In den Jahren 1987 bis 1992 bekleidete er die Position des Ständigen Vertreters des Großherzogtums Luxemburg am Sitz der Vereinten Nationen in New York. 1993 bis 1998 war er im Aussenamt Luxemburgs Director of Political Affairs bevor er von 1998 bis 2005 Direktor der Abteilung für Kooperation und Entwicklung im Außenministerium wurde.
Von 2005 bis Ende 2012 war Feyder Botschafter und Ständiger Vertreter Luxemburgs im Büro der Vereinten Nationen in Genf und der dort ansässigen World Trade Organization WTO. In der Zeit von September 2009 bis September 2010 war er Präsident des Trade and Development Board der United Nations Conference on Trade and Development UNCTAD in Genf. Von  2006 an war Feyder bei dieser Organisation Vorsitzender des Unterkomitees für die Vierte Welt (LDC). 2009 nahm er an einer Sitzung des Trade Development Board über Ernährungssicherheit teil, im Mai 2010 leitete er ein Symposium im Palais des Nations in Genf mit dem Thema Responding to Global Crisis: New Development Trends.
Feyder ist verheiratet und Vater von zwei Kindern.

## Publikationen
- 2010: Mordshunger. Wer profitiert vom Elend der armen Länder?, mit einem Vorwort von Jean-Claude Juncker; Westend Verlag, Frankfurt am Main 2010, ISBN 978-3-938060-53-7.
  - Überarbeitete und aktualisierte Neuausgabe: Westend Verlag, Frankfurt am Main 2014, ISBN 978-3-86489-078-9.
- 2018: Leistet Widerstand! Eine andere Welt ist möglich: Westend Verlag, Frankfurt am Main 2018, ISBN 978-3-86489-200-4.